# Inspecteur Napoléon Bonaparte
L'inspecteur Napoléon Bonaparte, surnommé « Bony » (ou « Boney » dans l'une des deux adaptations télévisées), est le détective métis australien de fiction des romans policiers de l'écrivain anglo-australien Arthur Upfield. 

## Biographie fictive
En 1892, on le trouve près de sa mère aborigène, assassinée, alors qu'il n'est âgé que de deux semaines. Il est confié à une mission australienne, où sa nourrice lui donne le nom de Napoléon Bonaparte, et le surnomme déjà « Bony », après l'avoir vu mâcher une biographie de l'empereur français.
À sa puberté, la couleur de sa peau change, révélant ainsi qu'il est métis : il ne connaîtra jamais son père blanc. Il décide de partir à la recherche de la tribu de sa mère et passe un an à renouer avec l'environnement, la culture et les pratiques tribales de ses ancêtres maternels. Un an plus tard, il s'inscrit à l'Université de Brisbane, obtient un master en criminologie, mais, au lieu de s'engager dans la police, préfère devenir enseignant dans une école primaire.
Devenu traqueur pour le compte de la police, il délivre la petite fille d'un gouverneur qui avait été kidnappée. En 1918, il entre officiellement dans la police du Queensland. Il épouse cinq ans plus tard une métisse. Le couple aura trois enfants.
Nommé détective en 1928, il devient un des meilleurs inspecteurs d'Australie. Charmant et supérieurement intelligent, il se sert de son statut de métis afin de se faire accepter sans trop de problèmes au sein des deux communautés australiennes. Il tire d'ailleurs le meilleur parti de la culture de ses deux origines. Son absence de préjugés est, à ce titre, sa plus grande qualité, outre son obstination et sa relative lenteur très méticuleuse pour relever les indices et remonter une piste. Il ne craint aucun milieu, mais exerce le plus souvent ses fonctions dans des lieux isolés d'Australie, au milieu d'une nature sauvage et parfois hostile. Dans ses dernières enquêtes, qui ne respectent pas un ordre chronologique, il est âgé dans la quarantaine, voire au début de la cinquantaine.
Les 29 romans (28 traduits en français) où il apparaît sont autant d'enquêtes qui permettent de découvrir « ainsi les diverses facette d'un continent jusqu'alors absent du roman policier ».

## Romans de la sérieNapoléon Bonaparte

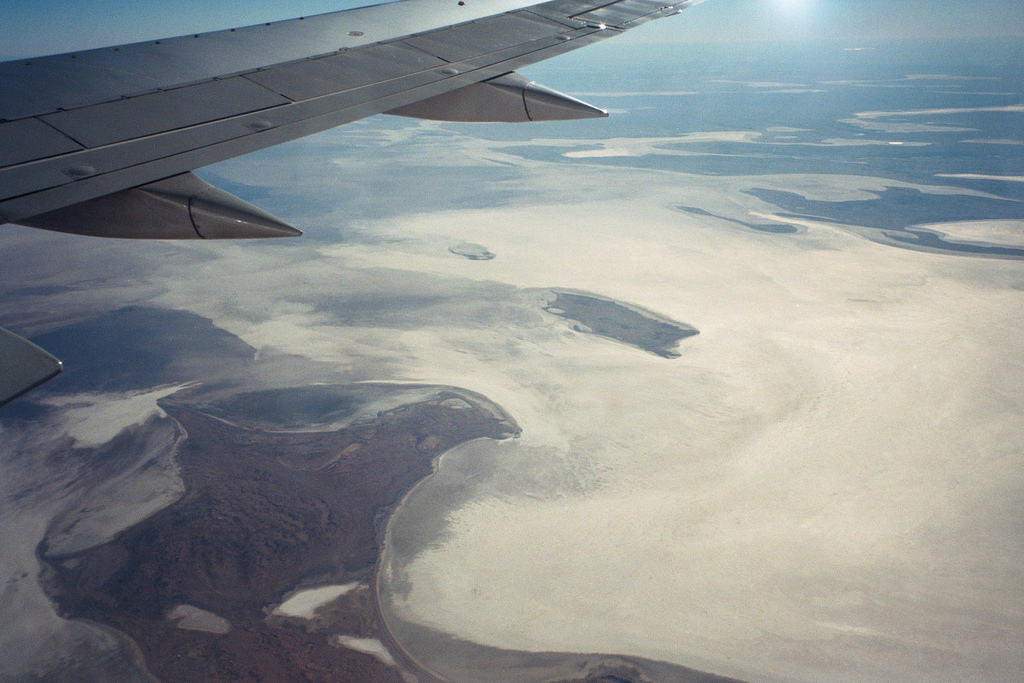
Le Lac Eyre, décor de la quatrième enquête de Bony, Des ailes au-dessus du Diamantina (1936)

- The Barrakee Mystery / The Lure of the Bush (1929)  Ce roman, inédit en français, met en scène pour la première fois l'inspecteur Napoléon Bonaparte, qui mène une enquête sur la mort d'un chef aborigène à Wilcannia, dans le comté du Darling Central.

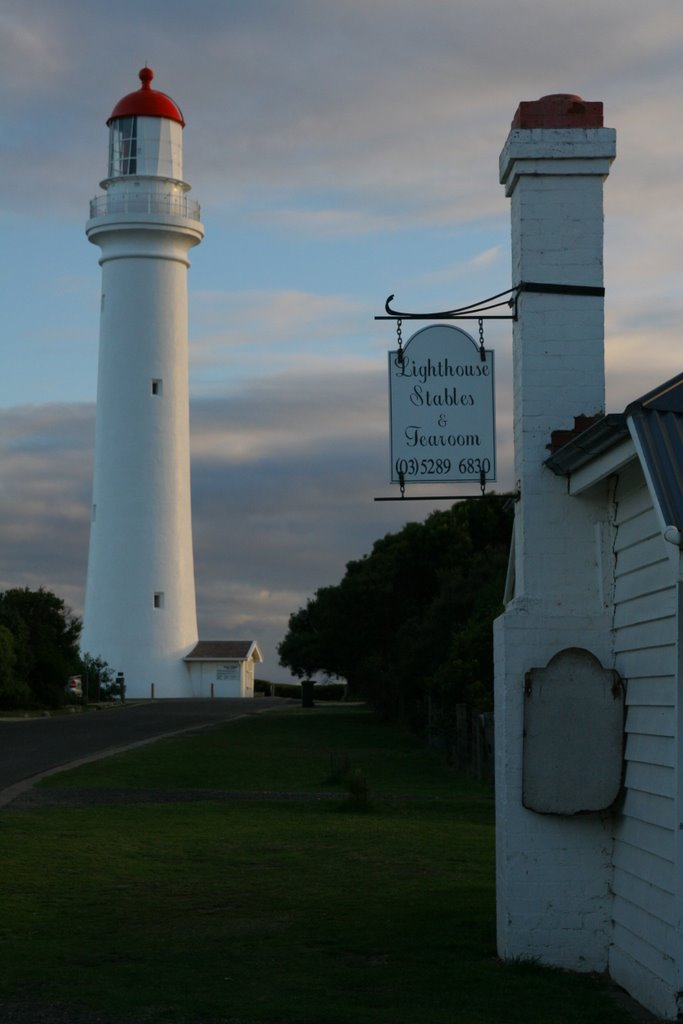
Le phare d'Aireys Inlet où se déroule l'enquête de Chausse-trappe (1951)

- The Sands of Windee (1931) Publié en français sous le titre Les Sables de Windee, Paris, 10/18, coll. « Grands Détectives » no 2550, 1994  (ISBN 2-264-01991-3)  Deuxième enquête de l'inspecteur Napoléon Bonaparte sur la mystérieuse disparition de Luke Marks.
- Wings Above the Diamantina / Wings Above the Claypan / Winged Mystery (1936) Publié en français sous le titre Des ailes au-dessus du Diamantina, Paris, 10/18, coll. « Grands Détectives » no 2696, 1996  (ISBN 2-264-02201-9)  Quatrième enquête de Bony menée avec l'aide d'un chef aborigène dans la région du lac Eyre.
- M. Jelly’s Business / Murder Down Under (1937) Publié en français sous le titre Le Business de M. Jelly, Paris, 10/18, coll. « Grands Détectives » no 2933, 1998  (ISBN 2-264-02671-5)  Troisième enquête de Bony d'abord publiée sous forme de feuilleton de 1932 à 1933. L'action se passe à Burracoppin, Western Australia (en) et Merredin, à l'est de Perth, dans une zone de culture du blé le long de la clôture anti-lapins. La gare de chemin de fer et la canalisation d'eau évoquées ont peu changé depuis l'époque où Upfield travaillait à défricher la brousse près de Burracoppin. Bony, en vacances dans la région, prête main-forte à un policier qui enquête sur la disparition du fermier George Loftus.
- Winds of Evil (1937) Publié en français sous le titre Un vent du diable, Paris, 10/18, coll. « Grands Détectives » no 2971, 1998  (ISBN 2-264-02732-0)  Cinquième enquête de Bony qui le mène dans l'ancienne ville minière de Silverton (en), en Nouvelle Galle du Sud, et dans les paysages montagneux non loin de Broken Hill où il enquête sur un double meurtre vieux de plus d'un an.
- The Bone Is Pointed (1938) Publié en français sous le titre L'os est pointé, Paris, 10/18, coll. « Grands Détectives » no 2449, 1994  (ISBN 2-264-01964-6)  Sixième enquête de Bony, cette fois déterminé à percer le mystère de la disparition de Jeffrey Anderson, au grand dam d'une communauté ravie d'être débarrassée d'un personnage peu sympathique.
- The Mystery of Swordfish Reef (1939) Publié en français sous le titre Le Récif aux espadons, Paris, 10/18, coll. « Grands Détectives » no 3179, 2000  (ISBN 2-264-02903-X)  L'enquête a pour décor Bermagui, en Nouvelle Galle du Sud ; la barrière de corail part de la réserve naturelle de l'île Montague. L'intrigue s'inspire de faits réels : la disparition en 1880 du géologue Lamont Young en Nouvelle Galle du Sud, dans un endroit du littoral qui prendra ensuite le nom de Mystery Bay. Sorti de son élément naturel qui est le bush australien, Bony enquête sur le meurtre d'un officer de Scotland Yard dont le crâne perforé de balles a fait surface dans le filet d'un chalutier et sur la disparition de ses compagnons.
- Bushranger of the Skies / No Footprints in the Bush (1940) Publié en français sous le titre Pas de traces dans le bush, Paris, 10/18, coll. « Grands Détectives » no 2504, 1994  (ISBN 2-264-01963-8) ; réédition, Paris, Éditions Cercle polar, coll. « Mystère », 2001  (ISBN 2-7441-4956-X)  Bony enquête sur la mort d'un officier de police mitraillé depuis un avion dans le désert intérieur australien.

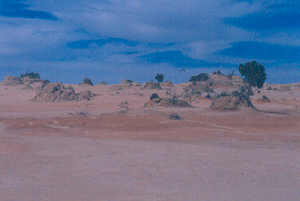
Le Lac Mungo sert de toile de fond à l'enquête de Mort d'un trimardeur (1945)

- Death of a Swagman (1945) Publié en français sous le titre Mort d'un trimardeur, Paris, 10/18, coll. « Grands Détectives » no 2345, 1993  (ISBN 2-264-01762-7)  Le récit se déroule dans la région du Lac Mungo où Bony enquête sur un assassinat en apparence banal d'un trimardeur.
- The Devil's Steps (1946) Publié en français sous le titre L'Empreinte du diable, Paris, 10/18, coll. « Grands Détectives » no 2293, 1992  (ISBN 2-264-01653-1)  Alors que la police se révèle inefficace, Bony est appelé par les autorités australiennes afin d'enquêter pour le compte du contre-espionnage militaire à Melbourne et dans la région.
- An Author Bites the Dust (1948) Publié en français sous le titre Un écrivain mord la poussière, Paris, 10/18, coll. « Grands Détectives » no 3219, 2000  (ISBN 2-264-02898-X)  La mort de l'écrivain et critique littéraire Mervyn Blake est ici prétexte à une satire du milieu littéraire australien.
- The Mountains Have a Secret (1948) Publié en français sous le titre Crime au sommet, Paris, 10/18, coll. « Grands Détectives » no 2895, 1997  (ISBN 2-264-02352-X)  Le récit permet d'explorer les Monts Grampians. Lorsque le policier chargé d'élucider la mort de deux auto-stoppeuses est à son tour assassiné, l'enquête est confiée à Bony.
- The Widows of Broome (1950) Publié en français sous le titre Les Veuves de Broome, Paris, 10/18, coll. « Grands Détectives » no 2662, 1995  (ISBN 2-264-02202-7)  Dans la ville éponyme, Bony traque un dangereux tueur en série qui s'attaque aux veuves de la petite communauté isolée.
- The Bachelors of Broken Hill (1950) Publié en français sous le titre Les Vieux Garçons de Broken Hill, Paris, 10/18, coll. « Grands Détectives » no 3382, 2002  (ISBN 2-264-02899-8)  Une inquiétante épidémie de meurtres qui touche uniquement les célibataires de Broken Hill requiert les talents de Bony.

- The New Shoe (1951) Publié en français sous le titre Chausse-trappe, Paris, 10/18, coll. « Grands Détectives » no 2848, 1997  (ISBN 2-264-02353-8)  Le roman décrit les environs d'Aireys Inlet. Un cadavre est découvert emmuré dans le phare de Split Point.
- Venom House (1952) Publié en français sous le titre La Maison maléfique, Paris, 10/18, coll. « Grands Détectives » no 3136, 1999  (ISBN 2-264-02902-1)  En enquêtant sur la mort de Mme Answerth dans une petite ville côtière au sud de Brisbane, Bony découvre que la maison de la victime a été le théâtre de bien d'autres horreurs.
- Murder Must Wait (1953) Publié en français sous le titre Le meurtre est secondaire, Paris, 10/18, coll. « Grands Détectives » no 2815, 1997  (ISBN 2-264-02351-1)  Des enfants en bas âge disparaissent mystérieusement dans une petite ville de la Nouvelle Galle du Sud.
- Death of a Lake (1954) Publié en français sous le titre La Mort d'un lac, Paris, 10/18, coll. « Grands Détectives » no 2227, 1991  (ISBN 2-264-01652-3)  Sur les bords d'un lac qui se meurt à cause de la sécheresse, Bony enquête incognito sur la mort de Ray Gillen, gagnant du gros lot.
- Sinister Stones / Cake in the Hat Box (1955) Publié en français sous le titre Sinistres Augures, Paris, 10/18, coll. « Grands Détectives » no 2388, 1993  (ISBN 2-264-01891-7)  Roman nommé en 1956 pour le Cross Red Herring Award. Upfield choisit cette fois le Kimberley comme décor à son roman. Dans cette enquête, Bony va prouver l'innocence du pisteur aborigène Jack Musgrave, faussement soupçonné de meurtre.
- The Battling Prophet (1956) Publié en français sous le titre Le Prophète du temps, Paris, 10/18, coll. « Grands Détectives » no 3519, 2003  (ISBN 2-264-02900-5)  Le récit a pour décor un lieu sacré des aborigènes, le fleuve Murray. Bony soupçonne que le décès du météorologiste alcoolique Ben Wickham n'est pas un accident.
- The Man of Two Tribes (1956) Publié en français sous le titre L'Homme des deux tribus, Paris, 10/18, coll. « Grands Détectives » no 2226, 1991  (ISBN 2-264-01654-X)  Lorsque Myra Thomas descend du train en chemise de nuit au milieu du désert australien et disparaît, Bony entreprend une longue traque dans ce milieu hostile dans l'espoir de la retrouver.
- Bony Buys a Woman / The Bushman Who Came Back (1957) Publié en français sous le titre Le Retour du broussard, Paris, 10/18, coll. « Grands Détectives » no 2721,  (ISBN 2-264-02349-X)  Acclamé comme le livre de l'année par le  Ellery Queen's Mystery Magazine et nommé pour l'Edgar du meilleur roman. Le décor est de nouveau l'intérieur australien. Bony part à la recherche du meurtrier d'une femme et de sa fillette disparue.
- Bony and the Mouse / Journey to the Hangman (1959) Publié en français sous le titre Du crime au bourreau, Paris, 10/18, coll. « Grands Détectives » no 2639, 1995  (ISBN 2-264-02200-0)  Le récit mène Bony en Australie-Occidentale où, se faisant passer pour un dresseur de chevaux, il enquête discrètement sur des meurtres en série.
- Bony and the Black Virgin / The Torn Branch (1959) Publié en français sous le titre La Branche coupée, Paris, 10/18, coll. « Grands Détectives » no 2569, 1994  (ISBN 2-264-02082-2)  L'enquête a pour décor l'imaginaire lac Jane dans le bassin Murray-Darling, au cours d'une terrible sècheresse. Bony doit trouver le meurtrier qui a sauvagement battu à mort deux saisonniers dans un élevage de moutons.
- Bony and the Kelly Gang / Valley of Smugglers (1960) Publié en français sous le titre Bony et la Bande à Kelly, Paris, 10/18, coll. « Grands Détectives » no 3281, 2000  (ISBN 2-264-02901-3)  L'enquête incorpore des éléments empruntés à la légende de Ned Kelly. Bony, qui se fait passer cette fois pour un voleur de chevaux, enquête sur la mort d'un agent du gouvernement, assassiné alors qu'il recherchait des distilleries clandestines.
- Bony and the White Savage (1961) Publié en français sous le titre Bony et le Sauvage blanc, Paris, 10/18, coll. « Grands Détectives » no 2762, 1996  (ISBN 2-264-02350-3)  Bony traque un psychopathe au fin fond de l'Australie occidentale.
- The Will of the Tribe (1962) Publié en français sous le titre La Loi de la tribu, Paris, 10/18, coll. « Grands Détectives » no 2315, 1992  (ISBN 2-264-01763-5)  L'enquête a pour décor le cratère de Wolfe Creek dans lequel on a retrouvé le cadavre d'un inconnu dont Bony va devoir expliquer la mort.
- Madman’s Bend / The Body at Madman's Bend (1963) Publié en français sous le titre Le Méandre du fou, Paris, 10/18, coll. « Grands Détectives » no 3035, 1999  (ISBN 2-264-02797-5) Bony enquête sur le meurtre d'un alcoolique violent qu'un grand nombre de suspects auraient eu plaisir à tuer, au moment où la rivière Darling cause de graves inondations.
- The Lake Frome Monster (1966) Publié en français sous le titre Le Monstre du lac Frome, Paris, 10/18, coll. « Grands Détectives » no 2601, 1995  (ISBN 2-264-02199-3) Roman posthume. À la frontière de trois États australiens, Bony s'engage comme travailleur à l'entretien d'une clôture érigée contre les dingos, afin de mener une enquête incognito sur le meurtre d'un professeur passionné de photographie.

### Filmographie

#### À la télévision
- 1972-1973 : Boney (TV series) (en), série télévisée australienne de 26 épisodes de 60 minutes, avec James Laurenson (en) dans le rôle-titre.
- 1990 : Bony, téléfilm australien réalisé par Henri Safran, avec Cameron Daddo dans le rôle-titre.
- 1992 : Bony (TV series) (en), série télévisée australienne de 13 épisodes de 60 minutes, avec Cameron Daddo dans le rôle-titre. Dans le téléfilm et la série mettant en vedette Cameron Daddo, le héros, renommé David Bonaparte, n'est plus métis, mais Blanc. Il a toutefois un tuteur aborigène surnommé Uncle Albert, interprété par Burnum Burnum, qui lui vient en aide dans ses enquêtes.

## Sources
- Claude Mesplède (dir.), Dictionnaire des littératures policières, vol. 2 : J - Z, Nantes, Joseph K, coll. « Temps noir », 2007, 1086 p. (ISBN 978-2-910-68645-1, OCLC 315873361), p. 258-259.